# Гаррисон, Бенджамин
Бе́нджамин Га́ррисон (Ха́ррисон; англ. Benjamin Harrison; 20 августа 1833, Норт-Бенд, штат Огайо — 13 марта 1901, Индианаполис, штат Индиана) — американский государственный, военный и политический деятель, 23-й президент США (1889—1893). Внук 9-го президента США Уильяма Генри Гаррисона.
Родился в Норт-Бенде, Огайо, а в 21 год переехал в Индианаполис, Индиана. Во время гражданской войны воевал на стороне США в чине бригадного генерала в XX корпусе Камберлендской армии. После окончания войны неудачно баллотировался на пост губернатора Индианы. В 1880 году был избран в Сенат США.
Выдвигая кандидатуру в президенты в 1888 году, Гаррисон высказался в своей прокламации за покровительственную таможенную систему и против иммиграции пролетариев, согласуясь строго с принципом республиканской партии: «Америка для американцев». Он набрал меньше голосов избирателей, чем его оппонент, действовавший президент Гровер Кливленд, однако результаты голосования по штатам принесли ему в Коллегии выборщиков на 70 голосов больше (один из пяти казусов такого рода, самый знаменитый из которых — победа Джорджа Буша-младшего над Гором в 2000 году).
Отличительными чертами его президентства считаются принятие Тарифа Маккинли и Акта Шермана, а также федеральные расходы, которые впервые достигли одного миллиарда долларов. Демократы в Сенате резко критиковали эти расходы. Активно защищал избирательные права афроамериканцев. С экономической точки зрения правление Гаррисона оказалось малоудачным; упорная борьба вокруг таможенного тарифа не привела к успешному решению.
При Гаррисоне в Белом доме было проведено электричество, он был первым президентом, записавшим свой голос на фонограф, и последним президентом, носившим бороду во время пребывания в должности.
В 1892 году был выдвинут своей партией на переизбрание, но проиграл Гроверу Кливленду. После этого Гаррисон ушёл из политики и поселился в Индианаполисе. В 1900 году поехал на отдых в Европу. Недолго пробыв там, вернулся в Индианаполис.
Умер в следующем году от последствий гриппа. Бенджамин Гаррисон — единственный президент США от Индианы.
Во время его президентства были образованы следующие штаты: Северная и Южная Дакота, Монтана, Вашингтон (1889), Айдахо и Вайоминг (1890).

## Молодость
Предки Гаррисона по отцовской линии входили в число Первых семей Виргинии. Основатель династии Бенджамин Гаррисон прибыл в Джеймстаун, Виргиния в 1630 году. Бенджамин Гаррисон VII родился 20 августа 1833 года, в Норт-Бенде, Огайо. Он был вторым из восьми детей Джона Скотта Гаррисона и Элизабет Рэмси. Дедом Бенджамина был 9-й президент США Уильям Гаррисон, а прадедом Бенджамин Гаррисон V, 5-й губернатор Виргинии, подпись которого стоит на Декларации независимости США. Гаррисону было семь лет, когда его дедушка был избран президентом. Его инаугурацию он посетить не смог. Семья Гаррисонов была известна, но не была богата.
Начальное образование Гаррисон получил в школе, которая находилась совсем рядом с домом. Родители по знакомству нашли ему репетитора, который помог ему в 1847 году поступить в Фермерский колледж близ Цинциннати, Огайо. Бенджамин проучился там два года.
В 1850 году поступил в Университет Майами в Оксфорде, Огайо. Был членом братства Phi Delta Theta. В 1852 получил высшее образование. B тот же период принял Пресвитерианство.
После окончания учёбы работал в Цинциннати, в адвокатской фирме Storer & Gwynne.

## Ранняя юридическая карьера
После ухода из фирмы, Гаррисон вернулся на ферму отца. B 1854 году он переехал со своей супругой Кэролайн в Индианаполис, Индиана, использовав 800$, которые в наследство оставила ему тётя. Там его приняли в коллегию адвокатов. Адвокатскую практику Гаррисон начал в фирме Джона Рэя.
В 1856 году вступил в Республиканскую партию. В том же году руководил президентской кампанией Джона Фримонта. После её окончания был избран прокурором Индианаполиса, годовой оклад которого составлял 400$.
В 1858 году вместе с Уильямом Уоллесом создал фирму Wallace & Harrison. На выборах губернатора Индианы в 1860 году участвовал в дебатах с кандидатом от демократов Томасом Хендриксом. Фирма Wallace & Harrison распалась в том же году из-за того, что его партнёр Уоллес был избран окружным секретарём. Тогда же была создана фирма Fishback & Harrison, на этот раз партнёром Гаррисона являлся Уильям Фишбэк. Их сотрудничество продолжалось вплоть до ухода Гаррисона на войну.

## Гражданская война
Гаррисон ещё в 1861 году изъявил желание идти воевать, но беспокоился за свою семью. Посетив в следующем году губернатора Оливера Мортона, Гаррисон узнал об острой нехватке новобранцев в Индиане. Тогда же он ему заявил, «Я могу помочь вам только тем, что пойду воевать».
Губернатор предоставил Гаррисону право командовать полком, который ему же и предстояло сформировать. В августе 1862 года 70-й Индианский пехотный полк отбыл в Луисвилл, Кентукки. Там Гаррисона возвели в чин полковника.
Первые два года 70-й Индианский занимался разведкой и охраной железных дорог в Кентукки и Теннесси. В 1864 году полк Гаррисона был отправлен в распоряжение Уильяма Шермана, чтобы принять участие в наступлении на Атланту. 2 января 1864 Гаррисону доверили командовать 1-й бригадой 1-й дивизии XX корпуса. Гаррисон с приданной ему бригадой прошёл сражение при Ресаке, сражение при Кэссвилле, сражение при Нью-Хоуп-Чёрч, сражение у горы Кеннесо, сражение на Пичтри-Крик. В рамках Саваннской операции бригада Гаррисона участвовала в битве при Нэшвилле. 22 марта 1865, Гаррисона возвели в чин бригадного генерала. Участвовал в Большом смотре армии в Вашингтоне. Демобилизовался 8 июня 1865 года.

## Политическая карьера
В 1865—1875 в целом только выступал от лица видных республиканцев. С 1873 снова начал адвокатскую практику. Несмотря на биржевой крах в том же году, в 1874 Гаррисон построил дом в Индианаполисе.
Баллотировался на должность губернатора Индианы в 1876 году, но проиграл.
В 1877 году по стране прокатилась забастовка железнодорожников. Посредничество Гаррисона между рабочими и управленцами сохранило порядок в обществе.
В 1878 умер сенатор Оливер Мортон, и республиканцы выдвинули Гаррисона кандидатом на его место. Но большинство в Генеральной ассамблее Индианы получили демократы, и соответственно они получили право назначить в Сенат США человека от своей партии, Дэниэла Вурхиса. В следующем году президент Ратерфорд Хейс назначил Гаррисона членом Миссисипской морской комиссии. Был делегатом на Национальной республиканской конвенции 1880 года. В партии ходили раздумья по поводу выдвижения Гаррисона на пост президента США. В итоге выбор пал на Джеймса Гарфилда.

### Сенатор
После выдвижения Гарфилда на пост президента, Гаррисон проехал с речами по Индиане и Нью-Йорку, где повысил его популярность. Вскоре большинство в Генеральной ассамблее Индианы получили республиканцы, и началась внутрипартийная борьба между Гаррисоном и Уолтером Гришамом. В итоге избрали Гаррисона.
После победы Джеймса Гарфилда Гаррисону было предложено войти в новый кабинет, но он категорически отказался.
В бытность сенатором сначала возглавлял Комитет по транспортировке грузов к побережью и Комитет территорий.
В 1881 году главной проблемой, противостоящей сенатору Гаррисону, был бюджетный профицит. В этом плане он активно поддержал своих однопартийцев, которые выступали за распределение средств на внутренние нужды и пенсии ветеранам Гражданской войны. Выступал за помощь в получении образования афроамериканцами, так как полагал, что это приведёт к политическому и экономическому равенству с белыми (в этом его мало кто поддержал). В 1882 году голосовал против принятия Акта об исключении китайцев вместе с другими республиканцами, считая что он нарушает заключённые до этого договора с Китаем.
На Национальной республиканской конвенции 1884 года снова шли дебаты по поводу выдвижения кандидата на пост президента. Обсуждения велись вокруг Гаррисона и Джеймса Блейна. В конце концов был выдвинут Блейн.
В 1885 году большинство в Генеральной ассамблее Индианы получили демократы, а в 1886 году Гаррисон лишился кресла в Сенате, так как на его место был назначен Дэвид Тьюрпай. После ухода из Сената в 1887 году Гаррисон вернулся к адвокатской практике в Индианаполисе, но не ушёл из политики.

## Президентские выборы 1888 года

### Выдвижение
Изначально республиканцы снова хотели выдвинуть Джеймса Блейна, но после того, как он написал несколько писем по поводу решительного отказа от участия, появились несколько других кандидатов, таких как Джон Шерман, Чонси Депью, Рассел Алджер, и Уолтер Гришам. Каждый из них активно рекламировал свою кандидатуру на Национальной республиканской конвенции 1888 года.
Лидерство попеременно было то у Шермана, то у Гаррисона. После устранения разногласий был избран Гаррисон. Кандидатом в вице-президенты выдвинули Леви Мортона.

## Президентство

### Инаугурация
4 марта 1889 года Председатель Верховного суда США Мелвилл Фаллер принял присягу у Бенджамина Гаррисона. В тот день в Вашингтоне шёл сильный ливень, и это напомнило ему своего дедушку Уильяма Гаррисона, и поэтому он попросил уходящего президента Гровера Кливленда держать над ним зонтик. Гаррисон также прочёл инаугурационную речь вдвое короче той, которую прочёл его дед. В его речи говорилось о скором вхождении территорий в состав США, увеличении пенсий ветеранам. Что касалось внешней политики, то здесь Гаррисон подтвердил Доктрину Монро и невмешательство в дела иностранных государств. Окончив речь, Бенджамин Гаррисон был поддержан восторженными аплодисментами.

### Реформа государственной службы и пенсий
Одной из главных проблем Гаррисона была реформа государственной службы. В этом плане он поддержал систему заслуг. Также Гаррисон назначил активных реформаторов Теодора Рузвельта и Хью Томпсона в Комиссию по делам государственной службы, но результата от их работы там практически не было.
Активно занимался проблемами пенсионного обеспечения. При нём был принят акт, постановивший уплату пенсий не только ветеранам войны, но и инвалидам. Расходы на пенсии достигли $135 миллионов, самой большой суммы в истории США на тот период, выделенной на подобные нужды.

### Тариф
Проблема тарифов стала нарастать после окончания Гражданской войны, а на президентских выборах 1888 года она была уже одной из самых главных. Высокие тарифные ставки создали излишки в Казначействе, из-за чего демократы призывали к резкому их снижению (так же как и Популисты). Напротив, большая часть республиканцев хотела оставить всё как есть, и тратить излишки на внутренние улучшения. В частности, предполагалось отменить некоторые налоги.
В 1890 году Уильям Мак-Кинли и Нельсон Олдрич предложили так называемый «Билль Мак-Кинли». Вскоре он был принят, и не коснулся разве что американской сахарной промышленности.

### Гражданские права
Вновь получив большинство в обеих палатах Конгресса республиканцы, а точнее некоторое их число во главе с Гаррисоном попытались принять закон о защите гражданских прав темнокожих американцев. Генеральный прокурор Уильям Миллер установил судебное преследование за несоблюдение прав афроамериканцев, но в южных штатах часто даже не предъявляли обвинение «нарушителям». Гаррисон активно просил Конгресс принять закон, который «обеспечит всем нашим гражданам непоколебимые избирательные и гражданские права, так как это прописано в Конституции и законах». Законопроект был подготовлен Генри Лоджем и Джорджем Хоэром в 1890 году, и вскоре отклонён Сенатом. Вплоть до 1920-х годов к этой теме не возвращались. В дальнейшем Гаррисон предлагал другие меры, но опять же не был поддержан Конгрессом.

### Индейская политика
После того, как Вовока основал движение Пляска Духа, в Вашингтоне серьёзно забеспокоились, полагая, что была создана воинственная организация, целью которой было сплотить индейские народы и бороться против США. В декабре 1890 года в Южной Дакоте произошло последнее вооружённое столкновение между США и индейцами, Бойня на ручье Вундед-Ни. Несмотря на жестокую резню, Гаррисон верил в равноправие индейцев с американцами, и поддерживал Акт Дэвиса, к которому в 1891 году были приняты поправки.

### Внешняя политика
Если личные взаимоотношения между Бенджамином Гаррисоном и Госсекретарём Джеймсом Блейном были далеко не хорошие, то в том, что касалось внешней политики они прекрасно друг друга понимали и поддерживали. Во время тура по США в 1891 году, будучи в Сан-Франциско Гаррисон объявил, что Соединённые Штаты входят в «новую эпоху» торговли, и что расширение флота повысит американское влияние и престиж в мире. На I Панамериканской конференции 1889—1890 годов было принято решение создать Панамериканский союз. Гаррисон также назначил послом в Гаити Фредерика Дугласа, с помощью которого хотел добиться права строительства там базы ВМС США, но потерпел неудачу.
1890 год во внешней политике США также отмечен и скандалом с Канадой. Началось всё с того, что кораблями ВМС США были обнаружены канадские суда, ведущие незаконную ловлю рыбы недалеко от побережья Алеутских островов. Только в 1898 году был заключён компромисс с британцами и произошла выплата ими компенсации.
В 1891 году дипломатический кризис возник в Чили, который позже был назван Балтиморским кризисом. Посол США Патрик Игэн предоставил убежище чилийцам, спасавшимся от гражданской войны. Это очень сильно натянуло отношения между двумя странами. В то же время с американского крейсера USS Baltimore (C-3), стоявшего в порту города Вальпараисо, на берег сошли моряки, которые были встречены чилийской армией. Между ними произошло вооружённое столкновение. Двое американцев было убито. Узнав об этом, Гаррисон пригрозил разрывом дипломатических отношений, если не поступят извинения. Тогда вмешался Джеймс Блейн, и вскоре отношения с Чили нормализовались.
С самого начала правительства перед Гаррисоном стояла проблема Гавайев. После свержения королевы Лилиуокалани новое республиканское правительство во главе с Сэнфордом Доулом подало прошение об аннексии Гавайев США. Гаррисона интересовали Гавайи, в частности он хотел создать базу ВМС США в Пёрл-Харборе. 1 февраля 1893 года посол США на Гавайях признал новое правительство. То же самое через некоторое время сделал и Гаррисон, но акт об этом должен был пройти Сенат. К моменту вступления в должность Гровера Кливленда процедура всё ещё не была завершена, и вскоре новоизбранный президент заявил о непризнании республиканского правительства Гавайев. Соответственно, акт о признании был изъят из Сената.

### Судебные назначения
За время своего правления Бенджамин Гаррисон назначил четырёх судей в Верховный суд США, ими были:
- Дэвид Брюэр;
- Генри Браун;
- Джордж Ширас;
- Хоуэлл Джексон.

Помимо Верховного суда, Гаррисон назначил десять судей в апелляционные суды, двух в окружные суды штатов, и 26 в Федеральные окружные суды.

### Новые штаты
На момент прихода Гаррисона в Белый дом начиная с 1877 года ни одна территория не была принята в состав США, так как большая часть демократов в Конгрессе не желала принимать территории, где правительство состоит в большинстве своём из республиканцев. Наконец, в 1889 году Конгресс подтвердил вхождение Северной и Южной Дакоты (2 ноября), Монтаны (8 ноября), и Вашингтона (11 ноября). В 1890 году были приняты Айдахо (3 июля) и Вайоминг (10 июля).

### Кампания переизбрания
Из-за ухудшения экономического положения и «Паники 1893 года» однопартийцы Гаррисона всерьёз ставили под сомнение его переизбрание. На будущих выборах они хотели выдвинуть Джеймса Блейна, но он снова отказался. 7-10 июня 1892 года в Миннеаполисе прошла Национальная республиканская конвенция, на которой выдвинули Гаррисона.
За две недели до выборов, 25 октября, умерла от туберкулёза жена Гаррисона, Кэролайн. Из-за её болезни Бенджамин не участвовал в своей избирательной кампании.
Гровер Кливленд победил на выборах и стал 24-м президентом США.

## После президентства
После ухода с поста президента, в июне 1893 года Гаррисон посетил Всемирную выставку в Чикаго. После её окончания он вернулся в свой дом в Индианаполисе.
Несколько месяцев в 1894 году Гаррисон жил в Сан-Франциско, так как преподавал в Стэнфордском университете. В 1896 году некоторые однопартийцы Гаррисона предлагали ему снова баллотироваться на должность президента, но он отказался. Вместо этого он проехал с речами по стране, в которых призывал голосовать за Уильяма Мак-Кинли.
С июля 1895 и до конца жизни Гаррисон являлся членом Совета попечителей Университета Пердью. В 1899 году посетил Первую мирную конференцию в Гааге.
В 1900 году Гаррисон вызвался помочь Венесуэле в конфликте с Великобританией по поводу Гайаны-Эссекибо. Вскоре он отправился в Париж, где 25 часов спорил в суде. Хотя он проиграл дело, его юридические аргументы принесли ему славу.
В феврале 1901 года Гаррисон заболел гриппом. Его пытались вылечить паровой ингаляцией, но состояние только ухудшалось. Он умер от пневмонии в своём доме в среду, 13 марта 1901 в возрасте 67 лет. Похоронен на кладбище Краун Хилл в Индианаполисе. Рядом также покоятся его жена Кэролайн и дочь Мэри.

## Память
- Был увековечен на шести почтовых марках, впервые 18 ноября 1902 года.
- В 1941 году одно из судов типа «Либерти» было названо SS Benjamin Harrison.
- В 1951 году дом Бенджамина Гаррисона в Индианаполисе был открыт как музей и библиотека. В 1964 году он был внесён в Национальный реестр исторических мест.
- Форт Бенджамин Гаррисон и Парк Гаррисон близ Лоуренса, Индиана, также названы в его честь.
- В 2012 году была выпущена монета номиналом 1 доллар с его изображением в рамках специальной программы.

- На почтовых марках США
- 1902 год
- 1959 год